# Сезер, Зеки
Зеки Сезер (12 апреля 1957, Эскишехир) — турецкий политик. Занимал должность председателя демократической левой партии (Demokratik Sol Parti, ДСП).

## Биография
Родился 12 апреля 1957 года в Эскишехире. Окончил химическое училище, затем химико-технологический лицей при университете Гази. В 1983 году четыре месяца служил в армии.
Во время учёбы увлекался волейболом. С 1975 года работал химиком-технологом, затем химиком-инженером.
С 1988 года принимал участие в деятельности ДСП. Занимал различные должности в районных отделениях партии. Дважды занимал должность генерального секретаря. В 1999 году избирался от ДСП в Великое национальное собрание. В 2001—2004 годах являлся заместителем председателя партии. В 2002 году занимал должность статс-министра в правительстве Бюлента Эджевита. В 2004 году на 6-м очередном съезде, собранном после ухода в отставку Эджевита, Сезер был избран председателем партии. Занимал эту должность до 2009 года, когда проиграл на выборах Масуму Тюркеру.

### Личная жизнь
Женат, двое детей.